# Vicente Creixach Sales
Vicente Creixach Sales (València, 1845 - La Vall d'Uixó, 1917) fou un advocat i polític valencià, diputat a les Corts Espanyoles durant la restauració borbònica.

## Biografia
Es llicencià en dret a la Universitat de València. Vinculat al caciquisme del Partit Conservador, fou membre de la Diputació de Castelló pel districte de La Vall d'Uixó el 1869 i el 1871, pel districte d'Artana el 1875, novament per La Vall d'Uixó (juny 1875-març 1877), per Nules de 1877 a 1883 i per Nules-Sogorb el 1884. De març de 1883 a novembre de 1884 fou vicepresident de la Diputació i fou elegit diputat a les Corts Espanyoles pel districte de Nules a les eleccions generals espanyoles de 1891.